# Sky Switzerland
Die Sky Switzerland SA (2003 bis 2018 Homedia SA) ist ein Schweizer Medienkonzern mit Sitz in Neuenburg, der ein Pay-TV-Angebot betreibt. Der Konzern gehört seit April 2017 der Sky Deutschland GmbH.
Das Angebot von Sky unterscheidet sich je nach Sprachversion. So wird auf der deutschsprachigen Plattform Sky Sport, Sky Show und Sky Store, auf der französischsprachigen Version Sky Sport und Sky Store und in der italienischsprachigen Plattform nur Sky Sport angeboten.

## Geschichte

Logo von HollyStar

Renzo del Mastro und Sébastien D’Amico gründeten 2003 die Homedia SA, die unter der Marke DVDFly ein DVD-Verleih angeboten hat. Später erweiterte Homedia SA unter dem neuen Namen HollyStar das Angebot mit einem Video-on-Demand-Dienst. Zudem wurde ein Streaming-Abo angeboten, dessen Katalog sich jedoch unterschieden hat. Sky Deutschland hat im Jahr 2017 nach elfmonatigen Verhandlungen die Homedia SA übernommen. Bis dahin hatte Teleclub die Ausstrahlungsrechte für bestimmte Sky-Programme wie die Fussball-Bundesliga in der Schweiz. Sky-Inhalte waren auch auf Kanälen von Swisscom TV, Sunrise TV und UPC TV zu sehen. Am 3. Januar 2018 wurde Homedia SA in Sky Switzerland SA umbenannt. Mit der Übernahme begann Sky seine Inhalte direkt als eigenständiger Streamingdienst auf dem Schweizer Markt anzubieten. Ab August 2017 startete Sky seine eigenständige Streaming-Aktivitäten für Sport über Sky Sports und 2018 für Serien und Filme über Sky Show. Im Oktober 2021 wurde HollyStar als eigenständiger Dienst eingestellt bzw. ins Angebot von Sky integriert.

## Reichweite
Sky (Show und Sport) verfügte in der Schweiz im Jahr 2023 über 400'000 Zuschauer ab 15 Jahren (5,9 % der Bevölkerung). In der Deutschschweiz sei die Nutzerzahl rund 4 % höher als in der französischsprachigen Schweiz.

## Sky Sport

Logo von Sky Sport

Seit August 2017 wird der grösste Teil von Sky Deutschland angeboten.
Am 18. September 2018 wurde eine Partnerschaft mit MySports ab dem 21. September angekündigt. Mit einem zusätzlichen Abo können alle Inhalte von MySports auf Sky gestreamt werden.

### Sender
Zusätzlich zu den einzelnen Spiele-Streams werden folgende Sender angeboten:
| Sendername                 | Notiz | Eigentümer                                  | Sendezeit  | Paket       | Format     |
| -------------------------- | --- | ------------------------------------------- | ---------- | ----------- | ---------- |
| Sky Sport News HD          | Deutschlands und Österreichs einziger 24-Stunden-Live-Sportnachrichtenkanal. Es ist ein News-Update alle 15 Minuten, mit schnellen, kompletten und umfassenden Schlagzeilen von über 80 Sportarten weltweit. Die tägliche Programmierung hat auch Highlight-Magazine, Dokumentationen und Live-Berichterstattung von den wichtigsten Pressekonferenzen, Trainings und Sportveranstaltungen. | Sky Deutschland                             | 24 Stunden | Sky Sport   | 1080i HDTV |
| Sky Sport Bundesliga 1 HD  | 572 Spiele der Bundesliga und der 2. Bundesliga Live | Sky Deutschland                             | 24 Stunden | Sky Sport   | 1080i HDTV |
| Sky Sport Bundesliga 2 HD  | * Zusätzlicher Optionskanal bei parallelen Live-Spielen der deutschen Fußball-Bundesliga und 2. Bundesliga. | Sky Deutschland                             | variabel   | Sky Sport   | 1080i HDTV |
| Sky Sport Bundesliga 3 HD  | Feed | Sky Deutschland                             | variabel   | Sky Sport   | 1080i HDTV |
| Sky Sport Bundesliga 4 HD  | Feed | Sky Deutschland                             | variabel   | Sky Sport   | 1080i HDTV |
| Sky Sport Bundesliga 5 HD  | Feed | Sky Deutschland                             | variabel   | Sky Sport   | 1080i HDTV |
| Sky Sport Bundesliga 6 HD  | Feed | Sky Deutschland                             | variabel   | Sky Sport   | 1080i HDTV |
| Sky Sport Bundesliga 7 HD  | Feed | Sky Deutschland                             | variabel   | Sky Sport   | 1080i HDTV |
| Sky Sport Bundesliga 8 HD  | Feed | Sky Deutschland                             | variabel   | Sky Sport   | 1080i HDTV |
| Sky Sport Bundesliga 9 HD  | Feed | Sky Deutschland                             | variabel   | Sky Sport   | 1080i HDTV |
| Sky Sport Bundesliga 10 HD | Feed | Sky Deutschland                             | variabel   | Sky Sport   | 1080i HDTV |
| Eurosport 1 HD             | Fußball, Tennis, Motorsport, Wintersport, Radsport | Discovery Communications                    | 24 Stunden | Sky Sport   | 1080i HDTV |
| Sportdigital HD            | Live-Fußball aus internationalen Top-Ligen weltweit: Japan, Niederlande, Brasilien, Portugal uvm. Jetzt in HD genießen! | sportdigital TV Sende- und Produktions GmbH | 24 Stunden | Sky Sport   | 1080i HDTV |
| Motorvision TV             | Autosender | German Car TV Programm GmbH                 | 24 Stunden | Sky Sport   | 1080i HDTV |
| Sport1+ HD                 | Fußball, Motorsport, Darts, Tennis | Constantin Medien AG                        | 24 Stunden | Sky Sport   | 1080i HDTV |
| MySports one               | Feed | UPC Schweiz                                 | variabel   | MySports Go | 1080i HDTV |
| MySports 2                 | Feed | UPC Schweiz                                 | variabel   | MySports Go | 1080i HDTV |
| MySports 3                 | Feed | UPC Schweiz                                 | variabel   | MySports Go | 1080i HDTV |
| MySports 4                 | Feed | UPC Schweiz                                 | variabel   | MySports Go | 1080i HDTV |
| MySports 5                 | Feed | UPC Schweiz                                 | variabel   | MySports Go | 1080i HDTV |
| MySports 6                 | Feed | UPC Schweiz                                 | variabel   | MySports Go | 1080i HDTV |
| MySports 7                 | Feed | UPC Schweiz                                 | variabel   | MySports Go | 1080i HDTV |
| MySports 8                 | Feed | UPC Schweiz                                 | variabel   | MySports Go | 1080i HDTV |
| MySports 9                 | Feed | UPC Schweiz                                 | variabel   | MySports Go | 1080i HDTV |

## Sky Show

Logo von Sky Show

Sky Show wurde im März 2018 gestartet. Mit einer monatlichen Grundgebühr kann man Serien und Filme aus einem Katalog streamen.
Das Angebot umfasste im Januar 2024 rund 1.000 Film- und Serientitel mit über 10.000 Episoden. Es unterscheidet sich vom Angebot von Sky Deutschland mit rund 1.600 Film oder Serien-Titeln. Der Sky-Katalog enthält u. a. Titel von HBO, Sky Originals, Showtime, Universal und Sony.

### Sender
Zusätzlich zu den einzelnen Episoden oder Filme-Streams werden folgende Sender angeboten:
| Sendername                  | Notiz                                                                                            | Eigentümer                                  | Sendezeit  | Paket    | Format     |
| --------------------------- | ------------------------------------------------------------------------------------------------ | ------------------------------------------- | ---------- | -------- | ---------- |
| Sky One HD                  | Entertainment-Sender                                                                             | Sky Deutschland                             | 24 Stunden | Sky Show | 1080i HDTV |
| Sky Atlantic HD             | Sendungen von Home Box Office (HBO)                                                              | Sky Deutschland                             | 24 Stunden | Sky Show | 1080i HDTV |
| Sky Crime HD                | True-Crime Sendungen                                                                             | Sky Deutschland                             | 24 Stunden | Sky Show | 1080i HDTV |
| Sky Documentaries HD        | Dokumentationen zu verschiedenen Themen                                                          | Sky Deutschland                             | 24 Stunden | Sky Show | 1080i HDTV |
| Sky Nature HD               | Natur und Tier Dokumentationen                                                                   | Sky Deutschland                             | 24 Stunden | Sky Show | 1080i HDTV |
| Sky Comedy                  | Comedysendungen                                                                                  | Sky Deutschland                             | 24 Stunden | Sky Show | 1080i HDTV |
| Sky Cinema                  | Neuste Kinofilme                                                                                 | Sky Deutschland                             | 24 Stunden | Sky Show | 1080i HDTV |
| Sky Krimi                   | Vor allem deutsche Krimis                                                                        | Sky Deutschland                             | 24 Stunden | Sky Show | 1080i HDTV |
| Warner TV Serie             | Internationale und eigenproduzierte Serien                                                       | Turner Broadcasting System                  | 24 Stunden | Sky Show | 1080i HDTV |
| Warner TV Film              | Internationale Filme in allen möglichen Genres                                                   | Turner Broadcasting System                  | 24 Stunden | Sky Show | 1080i HDTV |
| Warner TV Comedy            | Internationale und eigenproduzierte Comedysendungen                                              | Turner Broadcasting System                  | 24 Stunden | Sky Show | 1080i HDTV |
| National Geographic Channel | Dokumentationen aus den naturwissenschaftlichen Bereichen                                        | The Walt Disney Company                     | 24 Stunden | Sky Show | 1080i HDTV |
| National Geographic WILD    | Natur und Tier Dokumentationen                                                                   | The Walt Disney Company                     | 24 Stunden | Sky Show | 1080i HDTV |
| 13th Street                 | Der Sender widmet sich den Genres Thriller & Crime und zeigt Serien, Spielfilme sowie Kurzfilme. | NBCUniversal                                | 24 Stunden | Sky Show | 1080i HDTV |
| Syfy                        | Mystery-, Fantasy-, Science-Fiction-Filme und -Serien sowie Action- und Horrorfilme              | NBCUniversal                                | 24 Stunden | Sky Show | 1080i HDTV |
| UniversalTV                 | internationale Serien und Filme                                                                  | NBCUniversal                                | 24 Stunden | Sky Show | 1080i HDTV |
| E!                          | Reality TV Sendungen                                                                             | NBCUniversal                                | 24 Stunden | Sky Show | 1080i HDTV |
| Crime+Investigation         | Internationale True-Crime Sendungen                                                              | The History Channel (Germany) GmbH & Co. KG | 24 Stunden | Sky Show | 1080i HDTV |
| History                     | Geschichtsdokus und Dokusoaps                                                                    | The History Channel (Germany) GmbH & Co. KG | 24 Stunden | Sky Show | 1080i HDTV |
| Discovery Channel           | Technik- und Mysterydokus                                                                        | Discovery (Unternehmen)                     | 24 Stunden | Sky Show | 1080i HDTV |
| Kinowelt Television         | Arthaus und Indiefilme                                                                           | Kinowelt Television GmbH                    | 24 Stunden | Sky Show | 576i SDTV  |
| Cartoon Network             | Amerikanische Zeichentrickserien                                                                 | Turner Broadcasting System                  | 24 Stunden | Sky Show | 1080i HDTV |
| Boomerang                   | Amerikanische Zeichentrickserien                                                                 | Turner Broadcasting System                  | 24 Stunden | Sky Show | 1080i HDTV |
| nick jr.                    | Kinderserien für Vorschulkinder                                                                  | Paramount Global                            | 24 Stunden | Sky Show | 576i SDTV  |
| JUNIOR                      | Kinder- und Zeichentrickserien                                                                   | Studio 100                                  | 14 Stunden | Sky Show | 576i SDTV  |
| KIKA                        | Kinderserien                                                                                     | ARD / ZDF                                   | 15 Stunden | Sky Show | 720p HDTV  |
| Super RTL                   | Kinderserien                                                                                     | RTL Group                                   | 24 Stunden | Sky Show | 1080i HDTV |

## Sky Store

Logo von Sky Store

Am 3. Dezember 2018 startete der Sky Store in der Schweiz. Sky Store ist ein Video-on-Demand-Dienst. Im Gegensatz zu Sky Show gibt es kein Abo, sondern man kauft oder mietet die Serie oder den Film.